# Grindlow
Grindlow est une paroisse civile et un village du Derbyshire, en Angleterre.